# 函館連隊区
函館連隊区（はこだてれんたいく）は、大日本帝国陸軍の連隊区の一つ。前身は函館大隊区である。北海道の一部地域の徴兵・召集等兵事事務を取り扱った。実務は函館連隊区司令部が執行した。1945年（昭和20年）、同域に函館地区司令部が設けられ、地域防衛体制を担任した。

## 沿革
1894年（明治27年）10月19日の大隊区司令部条例改正（明治27年勅令第178号）により函館大隊区が設置され、第7師管第13旅管に属した。また、同時に改正された「陸軍管区表」（明治27年勅令第177号）により、管轄区域が定められた。
1896年（明治29年）4月1日、函館大隊区は連隊区司令部条例（明治29年勅令第56号）によって連隊区に改組され、旅管が廃止となり引き続き第7師管に属した。1899年7月21日、司令部が函館区船見町に移転した。
1903年（明治36年）2月14日、改正された「陸軍管区表」（明治36年勅令第13号）が公布となり、再び旅管が採用され連隊区は第7師管第13旅管に属した。
日本陸軍の内地19個師団体制に対応するため陸軍管区表が改正（明治40年9月17日軍令陸第3号）され、1907年（明治40年） 10月1日、全国的に管轄区域の大幅な変更が実施されたが、北海道についてはほとんど変更がなかった。
1910年（明治43年）3月11日、札幌連隊区から後志国区域の編入など、管轄区域の変更が実施された。
1925年（大正14年）4月6日、日本陸軍の第三次軍備整理に伴い陸軍管区表が改正（大正14年軍令陸第2号）され、同年5月1日、旅管は廃され引き続き第7師管の所属となった。
1940年（昭和15年）8月1日、函館連隊区は北部軍管区旭川師管に属することとなった。ただし、北部軍管区を管轄とする北部軍司令部が設置される同年12月2日まで、北部軍管区に関する事項は施行が延期された。1945年には作戦と軍政の分離が進められ、軍管区・師管区に司令部が設けられたのに伴い、同年3月24日、連隊区の同域に地区司令部が設けられた。地区司令部の司令官以下要員は連隊区司令部人員の兼任である。同年4月1日、旭川師管は旭川師管区と改称された。

## 管轄区域の変遷
1894年10月19日、函館大隊区が設置され、管轄区域が次のとおり定められた。
- 北海道

函館区・亀田郡・上磯郡・松前郡・檜山郡・爾志郡・茅部郡（渡島国） 久遠郡・奥尻郡・太櫓郡・瀬棚郡・島牧郡・寿都郡・歌棄郡・磯谷郡・岩内郡・古宇郡（後志国） 山越郡（胆振国）
1896年4月1日、連隊区へ改組された際に管轄区域の変更はなかった。
1897年（明治30年）4月1日、札幌連隊区へ後志国岩内郡・古宇郡を移管した。
1907年10月1日、全国的に管轄区域の変更が行われたが、函館連隊区では実施されなかった。この時点での管轄区域は次のとおり。
- 北海道

函館区・亀田郡・上磯郡・松前郡・檜山郡・爾志郡・茅部郡（渡島国） 久遠郡・奥尻郡・太櫓郡・瀬棚郡・島牧郡・寿都郡・歌棄郡・磯谷郡（後志国） 山越郡（胆振国）
1910年3月11日、次のとおり管轄区域が変更された。札幌連隊区から後志国区域と胆振国虻田郡（虻田村・弁辺村を除く）を編入した。
- 北海道

函館区・亀田郡・上磯郡・松前郡・檜山郡・爾志郡・茅部郡（渡島国） 久遠郡・奥尻郡・太櫓郡・瀬棚郡・島牧郡・寿都郡・歌棄郡・磯谷郡・岩内郡・古宇郡・小樽区・小樽郡・高島郡・忍路郡・余市郡・古平郡・美国郡・積丹郡（後志国） 山越郡・虻田郡 虻田村 弁辺村ヲ除ク（胆振国）
1923年（大正12年）3月31日、函館区を函館市に、小樽区を小樽市に変更した。
1925年5月1日、北海道に関して管轄区域の表記を、次のとおり市と支庁によるものに変更した。その後、廃止されるまで変更はなかった。
- 北海道

函館市・小樽市・渡島支庁・檜山支庁・後志支庁

## 司令官
- 安東貞一郎 歩兵少佐：1896年4月1日[14] - 不詳
- 穂積丹五郎 歩兵少佐：不詳 - 1898年10月1日
- 奥宮正勝 歩兵少佐：1898年10月1日 - 11月1日
- 奥宮正勝 後備歩兵少佐：1898年11月1日 - 1900年1月11日
- 平野参郎 歩兵少佐：1900年1月11日 -
- 島良忠 歩兵少佐：1901年11月1日 - 1902年11月1日
- 内藤基 歩兵少佐：1902年11月1日 - 1906年11月19日
- 桜井利吉 歩兵少佐：1906年11月19日 - 1912年3月8日
- 佐藤房隆 歩兵中佐：1912年3月8日 - 1912年9月28日
- 五十嵐多一 歩兵中佐：1912年9月28日 - 1915年12月23日
- 安原瀧蔵 歩兵中佐：1915年12月23日 - 1917年8月6日
- 益満竹之助 歩兵中佐：1917年8月6日 - 1921年6月28日[15]
- 辰巳富吉 歩兵中佐：1921年6月28日[15] - 1923年8月6日[16]
- 長谷川国太郎 歩兵大佐：1923年8月6日[16] -
- 牛島貞吉 歩兵大佐：不詳 - 1928年8月10日[17]
- 井上澄 歩兵大佐：1928年8月10日[17] -
- 松尾英一 歩兵大佐：1934年8月1日 - 1937年3月1日[18]
- 松井源之助 歩兵大佐：1937年3月1日 - 1938年3月31日[19]
- 山田三郎 大佐：1943年3月1日 - 1944年7月14日[20]

函館連隊区兼函館地区司令官
- 松尾英一 予備役陸軍少将：1945年3月31日[21] -